# Relaciones Kiribati-Venezuela
Las relaciones Kiribati-Venezuela se refieren a las relaciones internacionales que existen entre Kiribati y Venezuela.

## Historia
En 2019, una delegación venezolana encabezada por Rubén Darío Molina, el viceministro para Asia, Medio Oriente y Oceanía de la cancillería venezolana, participó en el Foro para el Desarrollo de las Islas del Pacífico (PIDF), del cual Kiribati formaba parte y en el que también participó.

## Misiones diplomáticas
- Venezuela cuenta con una embajada concurrente en Canberra, Australia.[2]